# 翠みち代
翠 みち代（みどり みちよ、1935年3月27日 - 2018年2月11日）は、日本の声帯模写・形態模写芸人。本名、黒川 由紀江。
吉本興業所属。関西演芸協会会員。
実の兄が浪曲の広沢竜造（江口鉱三郎）、姪に女優の泉ピン子、夫は落語家で松竹芸能所属の4代目桂福團治、実の子に桂福若がいる。

## 来歴・人物
東京都品川の生まれ、子供のころから浪曲などの演芸に親しむ。素人参加のラジオのコンクールなどで注目を浴び、1965年4月に松竹系の神戸松竹座で椿みちよの名で初舞台。その後、1969年より吉本興業に所属し、翠みち代の名で吉本の劇場に出た。デビュー当時女性の声帯・形態模写の芸人が少ないこともあって重宝された。1975年に島田洋之介・今喜多代に弟子入りし、漫談家の道を進んだ。足を悪くしたため舞台の数が減り、2014年頃から介護施設に入っていたが、2018年1月、末期がんとの診断を受け、翌2月11日、肺がんのため死去。82歳没。

## レパートリー
漫談を中心とし演歌歌手・歌謡曲の歌手を中心にレパートリーが多い。
- 美空ひばり
- 島倉千代子
- 水前寺清子

他